# Grete Hermann
Grete Hermann (Brema, 2 marzo 1901 – Brema, 15 aprile 1984) è stata una matematica e filosofa tedesca.
È nota per i suoi lavori in matematica, fisica, filosofia ed educazione, in particolare per il suo primo lavoro filosofico sui fondamenti della meccanica quantistica. È inoltre conosciuta per una critica precoce, ma a lungo ignorata, al teorema d'impossibilità di John von Neumann. È stato suggerito che, se la sua critica non fosse rimasta pressoché sconosciuta per decenni, lo sviluppo storico della meccanica quantistica potrebbe essere stato molto diverso.

## Biografia

### Formazione
Grete Hermann ha studiato matematica all'Università Georg-August di Gottinga, dove ha conseguito un dottorato nel 1926 sotto la guida di Emmy Noether ed Edmund Landau. La sua tesi di dottorato, "Die Frage der endlich vielen Schritte in der Theorie der Polynomideale" (in italiano "La domanda dei passaggi finiti nella teoria degli ideali polinomiali"), pubblicata su Mathematische Annalen, è il documento fondante dell'algebra computazionale. Ha per la prima volta stabilito l'esistenza di algoritmi (inclusi i limiti di complessità) per molti dei problemi basilari dell'algebra astratta, come l'appartenenza ideale per gli anelli dei polinomi. L'algoritmo di Hermann per la decomposizione primaria viene tuttora utilizzato.
Dal 1925 al 1927, Grete Hermann ha lavorato come assistente per Leonard Nelson. Insieme a Minna Specht, ha pubblicato il lavoro postumo di Nelson intitolato System der philosophischen Ethik und Pädagogik, mentre continuava i suoi lavori di ricerca.

### Meccanica quantistica
Come filosofa, Grete Hermann aveva un interesse particolare nei fondamenti della fisica. Nel 1934, si trasferì a Lipsia "con l'esplicito scopo di conciliare una concezione neokantiana della causalità con la nuova meccanica quantistica". A Lipsia, si svolsero numerosi scambi di idee tra la stessa Hermann, Carl Friedrich von Weizsäcker e Werner Heisenberg. I contenuti del suo lavoro in questo periodo, compresa un'attenzione alla distinzione tra prevedibilità e causa, sono noti da tre delle sue pubblicazioni personali e dalla descrizione successiva delle loro discussioni da parte di von Weizsäcker, nonché dalla discussione del lavoro di Hermann nel decimo capitolo de La parte e il tutto di Heisenberg. Dalla Danimarca, pubblicò il suo lavoro I fondamenti della meccanica quantistica nella filosofia della natura (titolo originale in tedesco: "Die naturphilosophischen Grundlagen der Quantenmechanik"). Questo lavoro è stato definito "uno dei primi e migliori trattamenti filosofici della nuova meccanica quantistica". In questo lavoro, l'autrice conclude che:
(Grete Hermann, I fondamenti della meccanica quantistica nella filosofia della natura)
Nel giugno del 1936, Grete Hermann fu premiata con il premio Richard Avenarius insieme a Eduard May e Th. Vogel.
In precedenza, nel 1935, Grete Hermann aveva pubblicato una critica a una dimostrazione del 1932 di John von Neumann, che era ampiamente considerata come una prova che dimostrava l'impossibilità di una teoria a variabili nascoste nella meccanica quantistica. Il lavoro della Hermann su questo argomento passò inosservato dalla comunità fisica fino a quando non fu scoperto e pubblicato in modo indipendente da John Stewart Bell nel 1966, e la sua scoperta precedente fu evidenziata da Max Jammer nel 1974. Alcuni hanno ipotizzato che se la sua critica non fosse rimasta pressoché sconosciuta per decenni, le sue idee avrebbero messo in discussione l'accettazione inequivocabile dell'interpretazione di Copenaghen della meccanica quantistica, fornendo una base credibile per lo sviluppo ulteriore delle teorie a variabili nascoste non locali, il che avrebbe cambiato lo sviluppo storico della meccanica quantistica.

### Emigrazione e ultimi anni
Attorno al 1936, Grete Hermann lasciò la Germania per la Danimarca e successivamente per la Francia e l'Inghilterra. A Londra, per non attirare l'attenzione a causa della sua provenienza tedesca, sposò all'inizio del 1938 un uomo chiamato Edward Henry.
Dopo la fine della guerra nel 1945, riuscì a combinare i suoi interessi in fisica e matematica con la filosofia politica. Si riunì al Partito Social Democratico (SPD) al suo ritorno nel 1946 in quella che sarebbe diventata, nel 1949, la Repubblica Federale Tedesca. A partire dal 1947 fu tra coloro che contribuirono da dietro le quinte al programma di Bad Godesberg, pubblicato nel 1959, che fornì delle linee guida dettagliate di modernizzazione che portarono il partito al governo negli anni '60.
Fu nominata professoressa di filosofia e fisica presso la Pädagogische Hochschule di Brema e giocò un ruolo rilevante nella Gewerkschaft Erziehung und Wissenschaft. Dal 1961 al 1978, presiedette la Philosophisch-Politische Akademie, un'organizzazione fondata da Nelson nel 1922 e orientata verso l'istruzione, la giustizia sociale, l'azione politica responsabile e il suo fondamento filosofico.

## Attivismo politico
Quando Adolf Hitler salì al potere in Germania, Grete Hermann prese parte al movimento clandestino contro i nazisti. Era inoltre un membro dell'Internationaler Sozialistischer Kampfbund (ISK).